# Kawarau (rivière)
La rivière Kawarau  (anglais : Kawarau River) draine le lac Wakatipu, dans le nord-ouest de la région d'Otago, en Nouvelle-Zélande. La rivière coule globalement vers l'est sur environ 60 km et passe à travers les rapides des Kawarau Gorge (en) jusqu'à ce qu'elle rejoigne le lac Dunstan (en) près de Cromwell (Nouvelle-Zélande). La Shotover River entre par le nord ; la Nevis River s'y jette par le sud. Contenant de nombreux rapides et des courants violents, la rivière peut être dangereuse et a causé de nombreux accidents mortels.

## Présentation

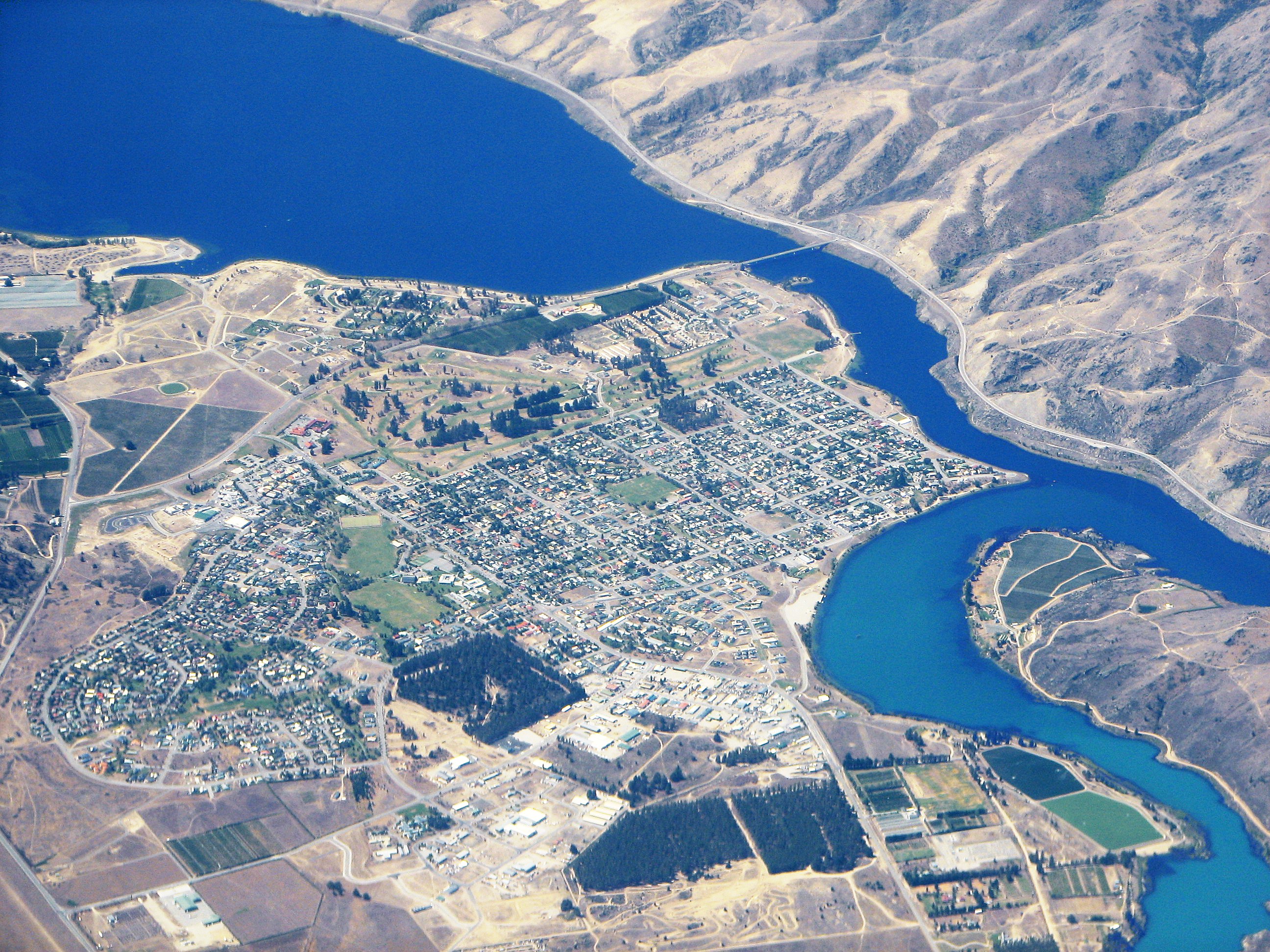
Embouchure de la Kawarau avec la Clutha avant le.

La centrale hydroélectrique de Roaring Meg se déverse aussi dans le lac Kawarau, et à certains moments la station inférieure a été inondée par la rivière. À quelques centaines de mètres à l'ouest de la station il existe un pont naturel au niveau duquel la rivière se rétrécit à moins d' 1,2 m, et qui était utilisé par les premiers orpailleurs pour la franchir pour passer du côté venant de Dunedin vers celui du Mt Difficile du côté nord vers Waitiri Station pour avoir accès à la direction des Champs aurifères.
Au XIXe siècle, de l'or fut extrait de la rivière. Quelques-unes des huttes des mineurs subsistent encore aujourd’hui, certaines toutes proches des vigoureux vignobles.
En 1924, une société fut constituée pour canaliser la rivière en bloquant son accès au lac Wakatipu, avec l'intention de récupérer l'or situé dans le lit de la rivière. Dix portes massives furent mises en place en 1927 bien que le niveau de baissa, il ne permit pas d'être aussi bas que cela avait été projeté. Les portails forment maintenant une partie de la State Highway 6. Le Centre des Champs aurifères (Goldfields Mining) situé dans les gorges présente des démonstrations des techniques d'extraction de l'or.

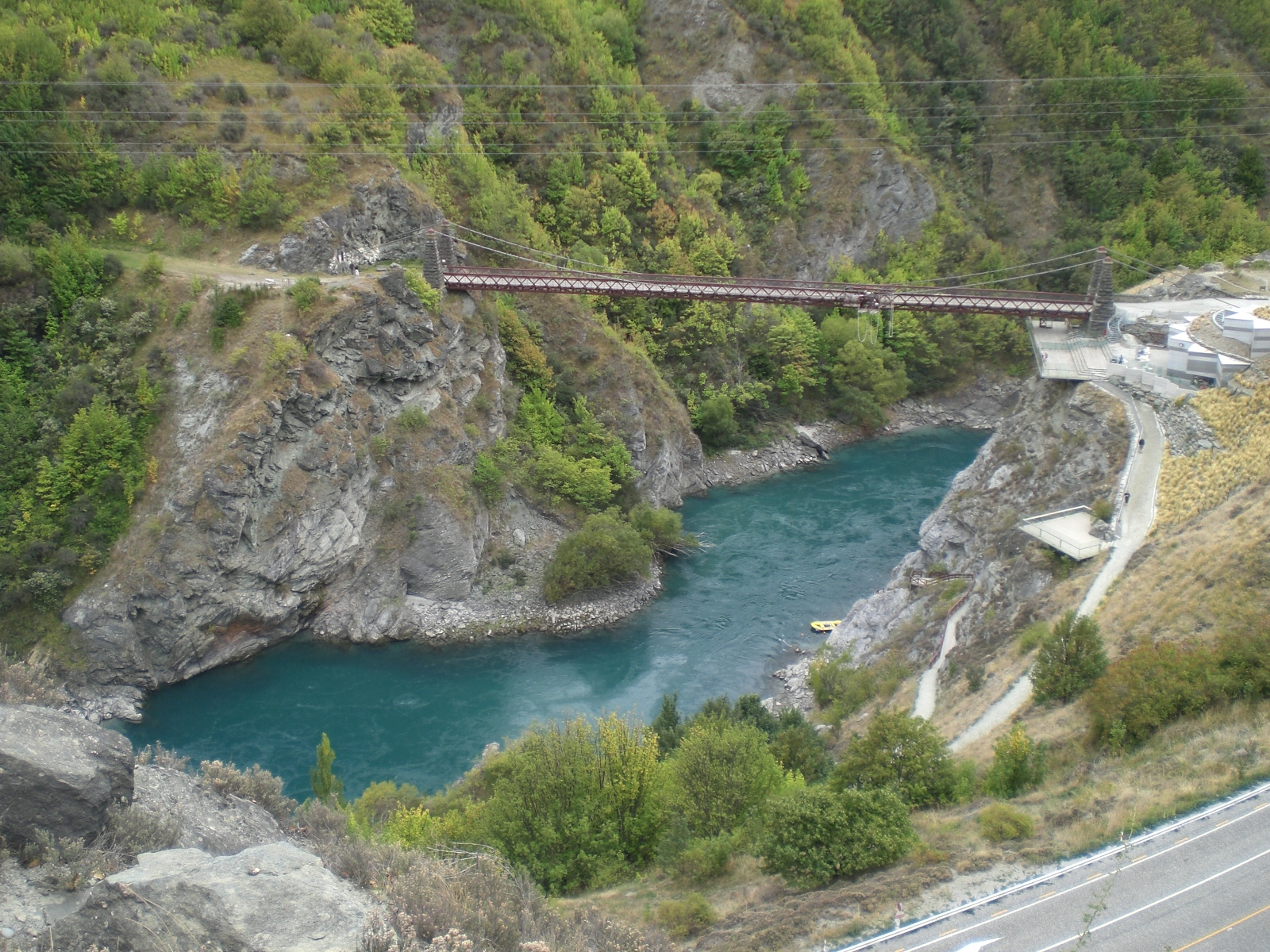
le pont de Kawarau, premier site dans le monde pour le saut à l'élastique (A. J. Hackett Bungy Centre sur la droite)

Les activités touristiques d'aventure sur la rivière comprennent la descente en planche (riverboarding), le jet boating, le rafting, le river surfing (en), et le saut à l'élastique. Le pont suspendu des gorges de Kawarau, haut de 43 m au-dessus de la rivière, est classé comme lieu historique de catégorie I. C'est le site de la première utilisation commerciale du saut à l'élastique.
Les quatre zones de rapides de la rivière utilisées commercialement sont dénommées Smiths Falls, Twin Bridges, Do Little Do Nothing et les 400 m de Chinese Dog Leg. Au-dessous, siègent les sections dangereuses Nevis Bluff, Citroen et Roaring Meg. À cause du danger, Waitiri Station refuse habituellement son accès.
La rivière fut aussi le siège caractéristique des Argonath dans le film de 2001, Le Seigneur des anneaux : La Communauté de l'anneau.
Le 25 septembre 2008, un touriste chinois décéda d'un accident de jet boat à la confluence de la rivière Shotover. Le jet boat coula après avoir heurté un banc de sable emprisonnant un passager en dessous, tandis que les 21 autres passagers et le pilote étaient précipités dans la rivière.

## Nom
Kawarau en langues maori signifie nombreux arbrisseaux. Il y a toujours de nombreux arbrisseaux autour de la rivière bien qu'ils soient largement d'origine exotique et très différents de la végétation originelle qui formait le bush d’où vient le nom. Le nom devrait être prononcé pour rimer avec maintenant mais il est souvent prononcé par les locaux comme s'il était écrit "K'worra". Il ne doit pas être confondu avec la ville de Kawerau située dans la Bay of Plenty dans l'Île du Nord.

## Ordonnance sur la protection de l'eau
Une ordonnance sur la protection de l'eau (Water Conservation Order (en)) protège la rivière pour son caractère sauvage et spectaculaire, son état naturel et ses caractéristiques scientifiques et pour les activités de plein air. Aucun barrage n'est autorisé et l'eau doit être maintenue dans des standards spécifiques. L'ordonnance sur la protection de l'eau couvre toute la longueur de la rivière de la porte d'entrée du lac Wakatipu jusqu'au ruisseau bouillonnant.

## Ponts
Les ponts qui franchissent la rivière Kawarau sont:
- le pont suspendu de la gorge de Kawarau,
- le pont Victoria de la rivière Kawarau,
- le pont sur Goldfields Mining Centre